# هشام اشکوری
هشام اشکوری (عربی: هشام أشكري؛ زادهٔ ۱۵ اوت ۱۹۴۸) یک معمار اهل عراق است.
اشکوری اولین بار در سال ۱۹۷۰ با مدرک لیسانس معماری و اخذ مدرک از دانشگاه بغداد فارغ‌التحصیل شد و کارشناسی ارشد خود را در سال ۱۹۷۳ برای معماری در دانشگاه پنسیلوانیا ادامه داد. او بیشتر مطالعات طراحی شهری خود را در تکمیل دانشگاه هاروارد و MIT برای کارشناسی ارشد طراحی شهری در سال ۱۹۷۵ و دکترای خود را در زمینه ارگونومی در دانشگاه تافتس در سال ۱۹۸۳ به پایان رسید. وی در حال حاضر ساکن در نیویورک و بوستون است.